# Stay Gold (First Aid Kit-album)
Stay Gold er det tredje studiealbum af de svenske indiefolk-duo First Aid Kit. Albummet blev produceret af Mike Mogis, der arbejdede på bandets tidligere album, The Lion's Roar. Albummet blev udgivet den 6. juni 2014 i Europa og den 13. juni øvrige steder.

## Spor
Alle numre er skrevet af Klara og Johanna Söderberg.
| #   | Titel                          | Længde |
| --- | ------------------------------ | ------ |
| 1.  | "My Silver Lining"             | 3:35   |
| 2.  | "Master Pretender"             | 3:47   |
| 3.  | "Stay Gold"                    | 4:11   |
| 4.  | "Cedar Lane"                   | 4:43   |
| 5.  | "Shattered & Hollow"           | 4:04   |
| 6.  | "The Bell"                     | 3:28   |
| 7.  | "Waitress Song"                | 4:04   |
| 8.  | "Fleeting One"                 | 3:14   |
| 9.  | "Heaven Knows"                 | 3:18   |
| 10. | "A Long Time Ago"              | 4:01   |
| 11. | "Brother" (Japansk bonustrack) | 3:30   |

## Hitlister
| Hitlitse (2014–16)             | Højeste placering |
| ------------------------------ | ----------------- |
| Australien (ARIA)              | 9                 |
| Belgien (Ultratop Flanderen)   | 54                |
| Belgien (Ultratop Vallonien)   | 90                |
| Canadiske Albummer (Billboard) | 18                |
| Danmark (Album Top-40)         | 7                 |
| Holland (Album Top 100)        | 9                 |
| Finland (Musiikkituottajat)    | 10                |
| Frankrig (SNEP)                | 106               |
| Tyskland (Offizielle Top 100)  | 69                |
| Irland (IRMA)                  | 7                 |
| New Zealand (RIANZ)            | 23                |
| Norge (VG-lista)               | 1                 |
| Skotland (OCC)                 |                   |
| Sverige (Sverigetopplistan)    | 1                 |
| Schweiz (Schweizer Hitparade)  | 37                |
| Storbritannien (OCC)           | 11                |
| 4                              |                   |
| US Billboard 200               | 23                |
| US Folk Albums (Billboard)     | 2                 |
| US Rock Albums (Billboard)     | 8                 |

| Hitliste (2014)                    | Placering |
| ---------------------------------- | --------- |
| Swedish Albums (Sverigetopplistan) | 5         |
| US Folk Albums (Billboard)         | 20        |

| Hitliste (2015)                    | Placering |
| ---------------------------------- | --------- |
| Dutch Albums (MegaCharts)          | 69        |
| Swedish Albums (Sverigetopplistan) | 23        |
| UK Albums (OCC)                    | 85        |

| Hitliste (2016)                    | Placering |
| ---------------------------------- | --------- |
| Belgian Albums (Ultratop Flanders) | 119       |